# ادو کیریکو

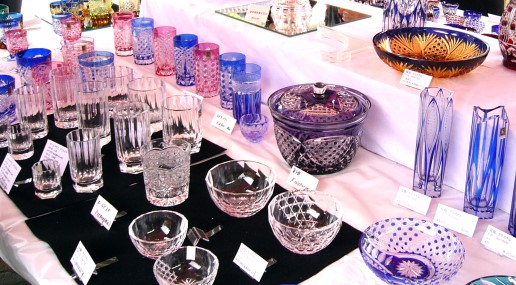
انواع ظروفی که با استفاده از هنر کار بر شیشه، ادو کیریکو ساخته شده‌است.

ادو کیریکو (به ژاپنی: 江戸切子 えどきりこ)، یک هنر شیشه‌ای ژاپنی است که از اواخر دوره ادو در ادو و توکیو تولید می‌شود. توسط دولت شهری توکیو و وزیر اقتصاد، تجارت و صنعت به عنوان یک صنایع دستی سنتی ژاپنی تعیین و شناخته شده‌است.